# Actinodòntids
Els actinodòntids (Actinodontidae) constitueixen una família d'amfibis temnospòndils que visqueren al període Permià.